# Václavský potok (přítok Kunratického potoka)
Václavský potok (v dřívějších technických materiálech označován jako Od ZOO Hájovna) je přítok Kunratického potoka tekoucí v Praze v Kunratickém lese. Jeho délka je 1,1 km.

## Průběh toku
Pramenem potoka je betonová vpust na jihovýchodním okraji Kunratického lesa mezi třemi památnými duby. Odtud teče 200 m řídkým lesním porostem západním směrem, podtéká asfaltovou lesní cestu, podél níž pak pokračuje jihozápadním směrem po zbytek svého toku. Po své pravé straně míjí dětské hřiště U Krokodýla, za nímž se na jeho pravém břehu nachází kamenná studánka Václavka, která je poškozená, ale občas tekoucí.
Ve spodní části toku, na km 0,4, stoupají od pravého břehu zbytky zaniklého schodiště (známého také jako Primátorské schody), které bylo postaveno v 30. letech 20. století. V posledních 300 m se tok zpomaluje a vytváří několik menších meandrů. 
Za nimi se Václavský potok vlévá zprava do Kunratického potoka. Ten zde velkým obloukem obtéká skalní ostroh, na kterém stojí zřícenina Nového hrádku, založeného králem Václavem IV.

## Charakteristika
Václavský potok na svém toku nepřibírá – kromě slabého proudu od studánky Václavka – žádné přítoky, nevytváří žádný rybník ani tůně. Jeho dno a břehy je přírodní, v mnoha místech erozně zahloubené (až o 1,5 – 2 m oproti terénu). Jeho jednoletý (tj. obvyklý maximální roční) průtok u ústí je 0,24 m³.

### Přírodní poměry
Ve své střední a spodním části (od studánky Václavka) protéká Václavský potok přírodní památkou Údolí Kunratického potoka. U soutoku s Kunratickým potokem se nachází nejvyšší smrk v Praze vysoký 40 m.

## Galerie

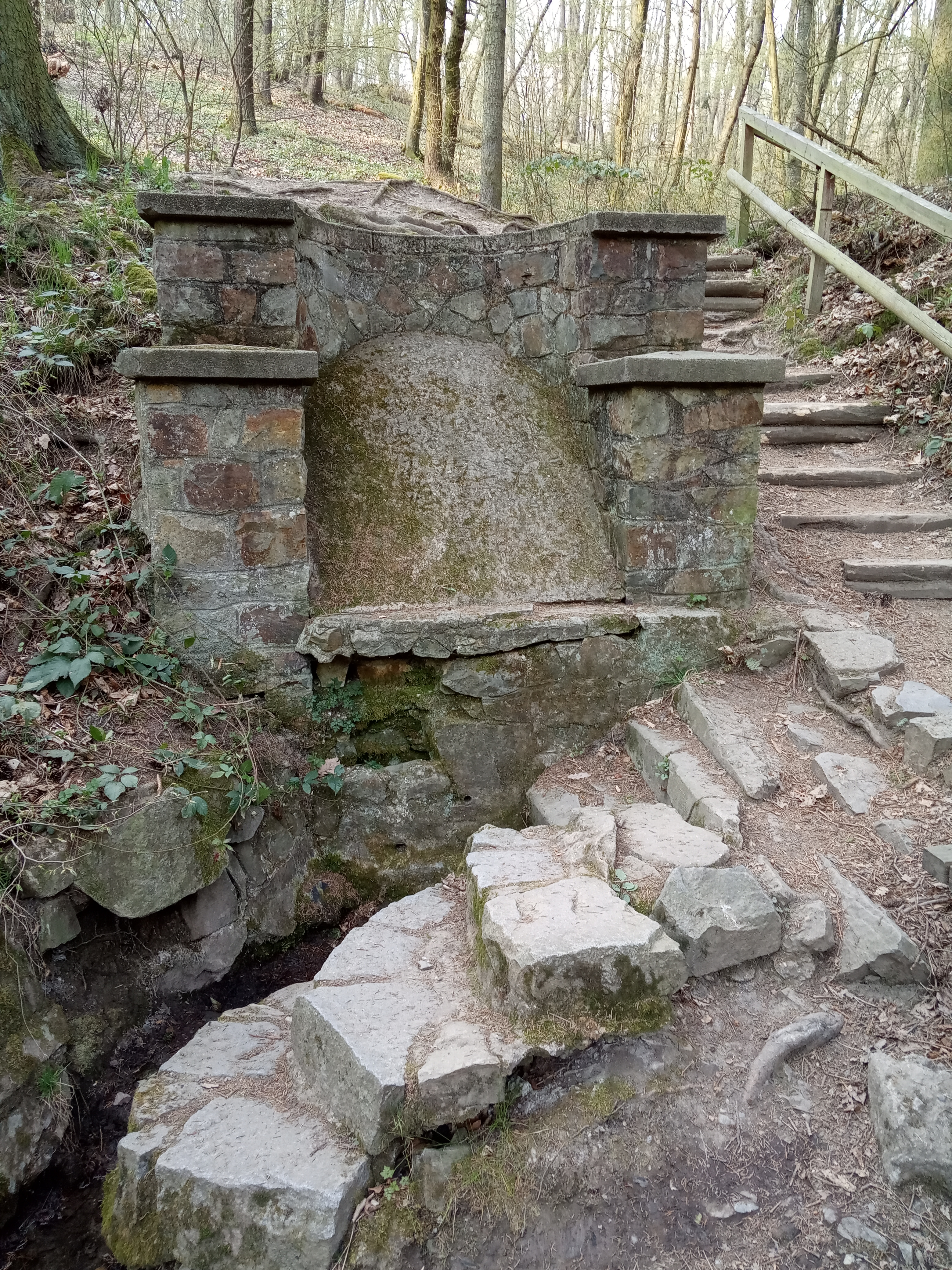
Studánka Václavka
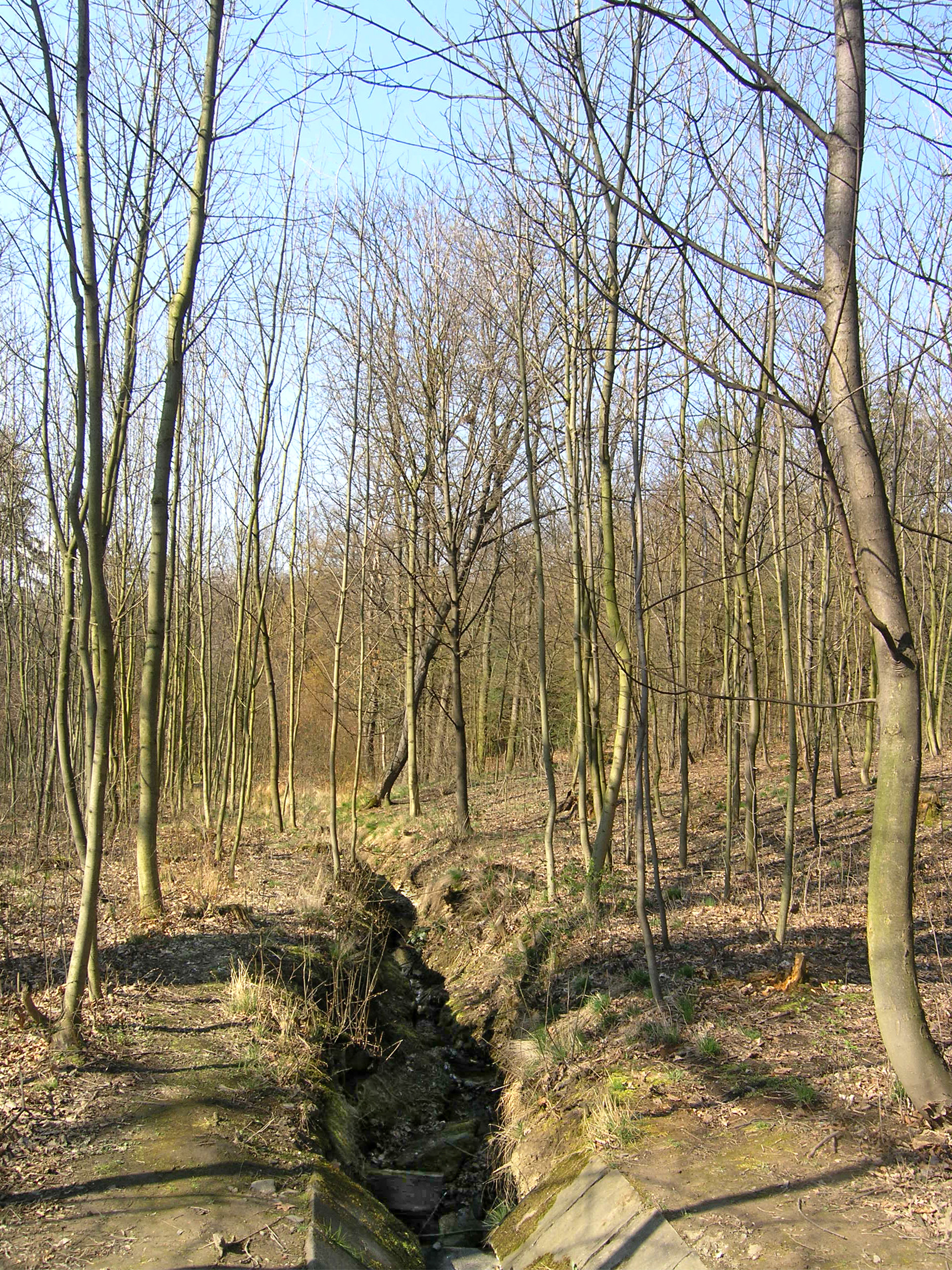
Vyschlé koryto na horním toku
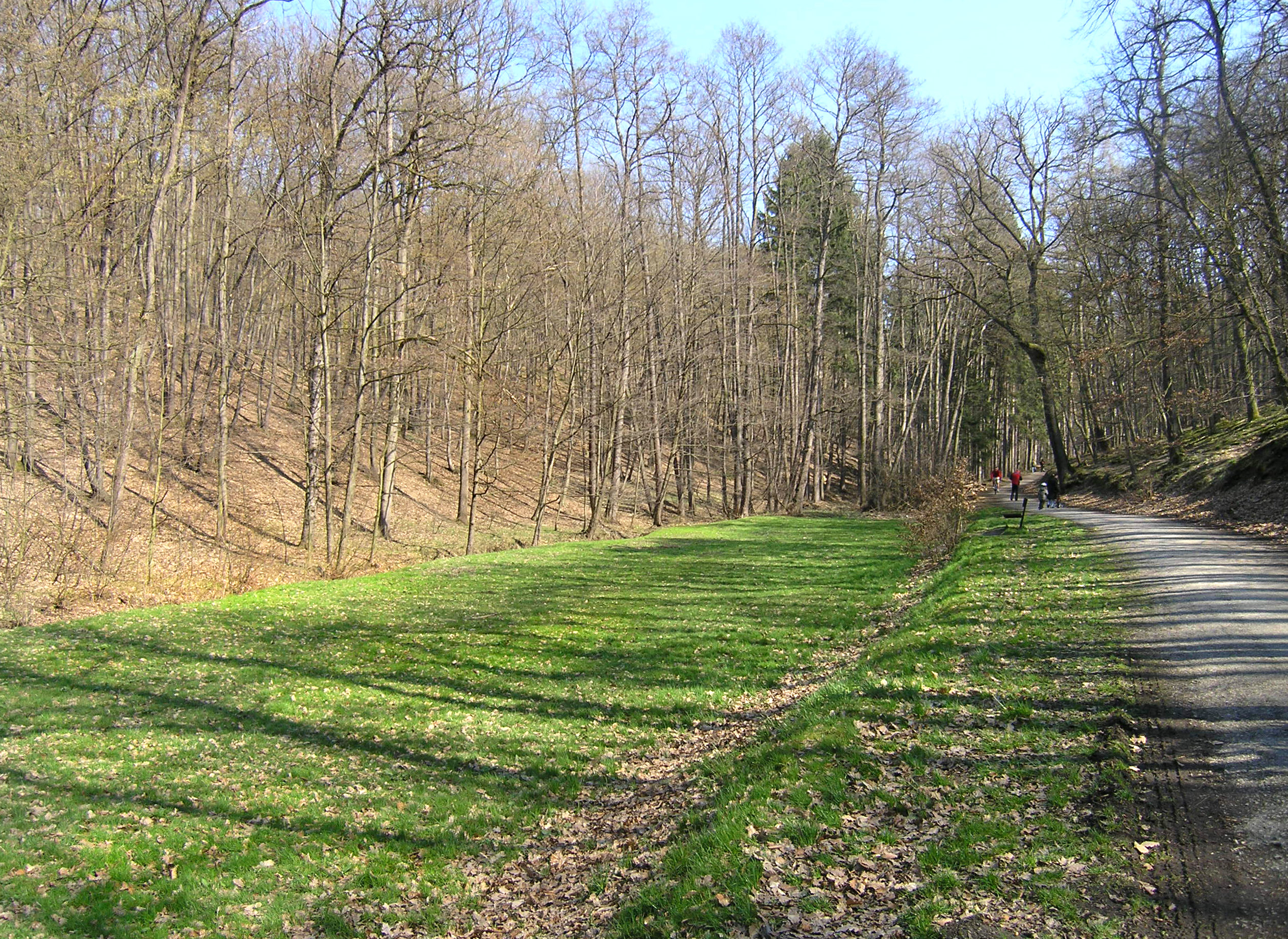
Malá louka u dolního toku